# Mohammad Nassiri
Mohammad Nassiri Seresht (en persa: محمد نصیری سرشت) (Teheran, Iran 1945) és un aixecador iranià, ja retirat, guanyador de tres medalles olímpiques.

## Carrera esportiva
Va participar, als 19 anys, en els Jocs Olímpics d'Estiu de 1964 realitzats a Tòquio (Japó), on va finalitzar quinzè en la prova masculina de pes gall (-56 kg.). En els Jocs Olímpics d'Estiu de 1968 celebrats a Ciutat de Mèxic (Mèxic) aconseguí guanyar la medalla d'or realitzant un aixecament de 367.5 kg., igualant així el rècord del món i superant per tècnica a l'hongarès Imre Földi. En els Jocs Olímpics d'Estiu de 1972 realitzats a Múnic (Alemanya Occidental) aconseguí guanyar la medalla de plata en aquesta mateixa prova, un metall que es transformà en bronze en els Jocs Olímpics d'Estiu de 1976 realitzats a Mont-real (Canadà), si bé en la prova de pes mosca (-52 kg.).
Al llarg de la seva carrera ha guanyat sis medalles en el Campionat del Món d'halterofília, quatre d'elles d'or, i cinc medalles en els Jocs Asiàtics. Al llarg de la seva carrera establí, així mateix, divuit rècords del món.